# SG Riemann/HTC Eutin
Die Spielgemeinschaft Riemann/HTC Eutin war eine von 1994 bis 2002 bestehende Handballspielgemeinschaft aus der Ostholsteinischen Kreisstadt Eutin. Die Männermannschaft der SG spielte zwei Jahre in der drittklassigen Regionalliga Nordost und nahm 1996 am DHB-Pokal teil.

## Vereinsgeschichte
Zu Beginn des Jahres 1994 gab es in der Stadt Eutin insgesamt sechs verschiedene Vereine, die am Handball-Spielbetrieb teilnahmen. Während die TS Riemann Eutin im Männer-Bereich die sportlich mit Abstand erfolgreichste Mannschaft (Regionalliga Nordost) der Stadt stellte, hatte die Handballsparte der TSR mit finanziellen Problemen und Nachwuchssorgen zu kämpfen. Dementsprechend wurden Verhandlungen über eine Spielgemeinschaft mit dem 1989 gegründeten Handball-Tennis-Club Eutin (HTC) aufgenommen, der insbesondere im männlichen Nachwuchsbereich erfolgreich war und mit seiner A-Jugend der Oberliga Schleswig-Holstein angehörte. Im April 1994 beschlossen die beiden Vereine, zukünftig unter dem gemeinsamen Namen SG Riemann/HTC Eutin an den Start zu gehen.
Trotz des Zusammenschlusses gelang es den beiden Eutiner Vereinen nicht, den höherklassigen Spielbetrieb in der Rosenstadt dauerhaft zu sichern. Zu Beginn der SG-Geschichte waren jedoch sowohl die Herren als auch die Damen zeitweise in überregionalen Spielklassen vertreten: Die Männer schafften 1994/95 den Klassenerhalt in der drittklassigen Regionalliga Nordost noch recht sicher, stiegen aber 1995/96 mit vier Punkten Rückstand auf das rettende Ufer in die Oberliga Schleswig-Holstein ab und konnten sich auch dort nur für ein Jahr halten. Zu Beginn der Oberliga-Spielzeit durften die Männer zum ersten und einzigen Mal der SG-Geschichte im DHB-Pokal antreten und trafen dort in der ersten Hauptrunde auf den SV Post Schwerin. Das Spiel gegen den Zweitligisten aus Mecklenburg-Vorpommern ging mit 16:34 (6:16) verloren. Auch die Damen gehörten 1995/96 für ein Jahr der Oberliga Schleswig-Holstein an, verpassten dort allerdings mit einem Punkt Rückstand auf die 2. Mannschaft der Kieler SV Holstein den Klassenerhalt.
Nachdem bereits gegen Ende der 1990er-Jahre die sportlichen Erfolge ausgeblieben und die Mannschaftszahlen weiter zurückgegangen waren, wurde die Spielgemeinschaft zum 30. Juni 2002 aufgelöst. Der HTC Eutin stellte seinen Sportbetrieb anschließend vollständig ein.